# Kairui
Kairui (Karui) ist je nach Definition ein Dialekt oder Sprache der gleichnamigen Ethnie im Südosten von Osttimor. Zusammen mit Midiki, Waimaha und Naueti wird sie zur Sprache/Sprachgruppe Kawaimina zusammengefasst, die in Osttimor den Status einer Nationalsprache hat.

## Überblick

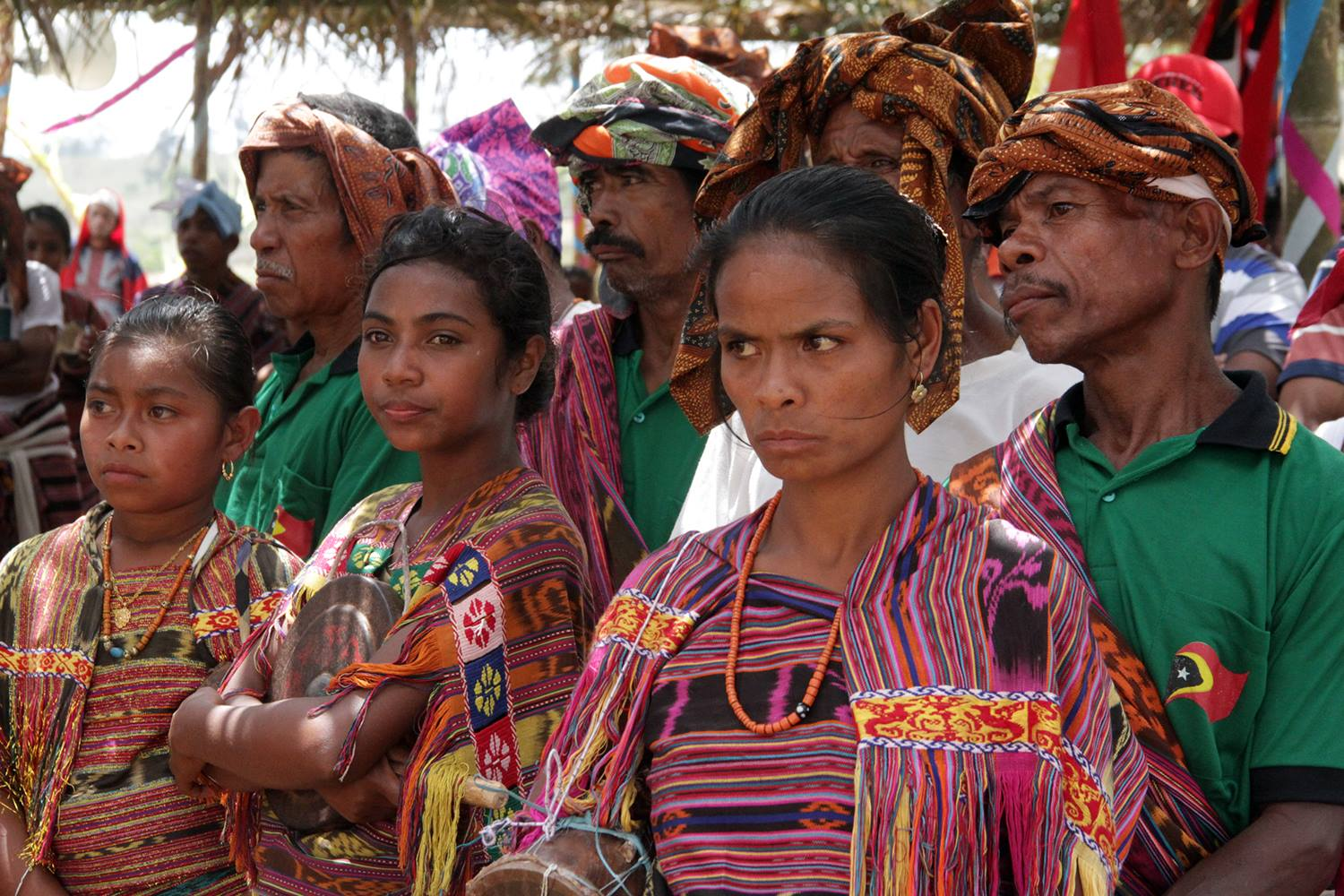
In Liaruca, wo 90 % der Einwohner Kairui sind

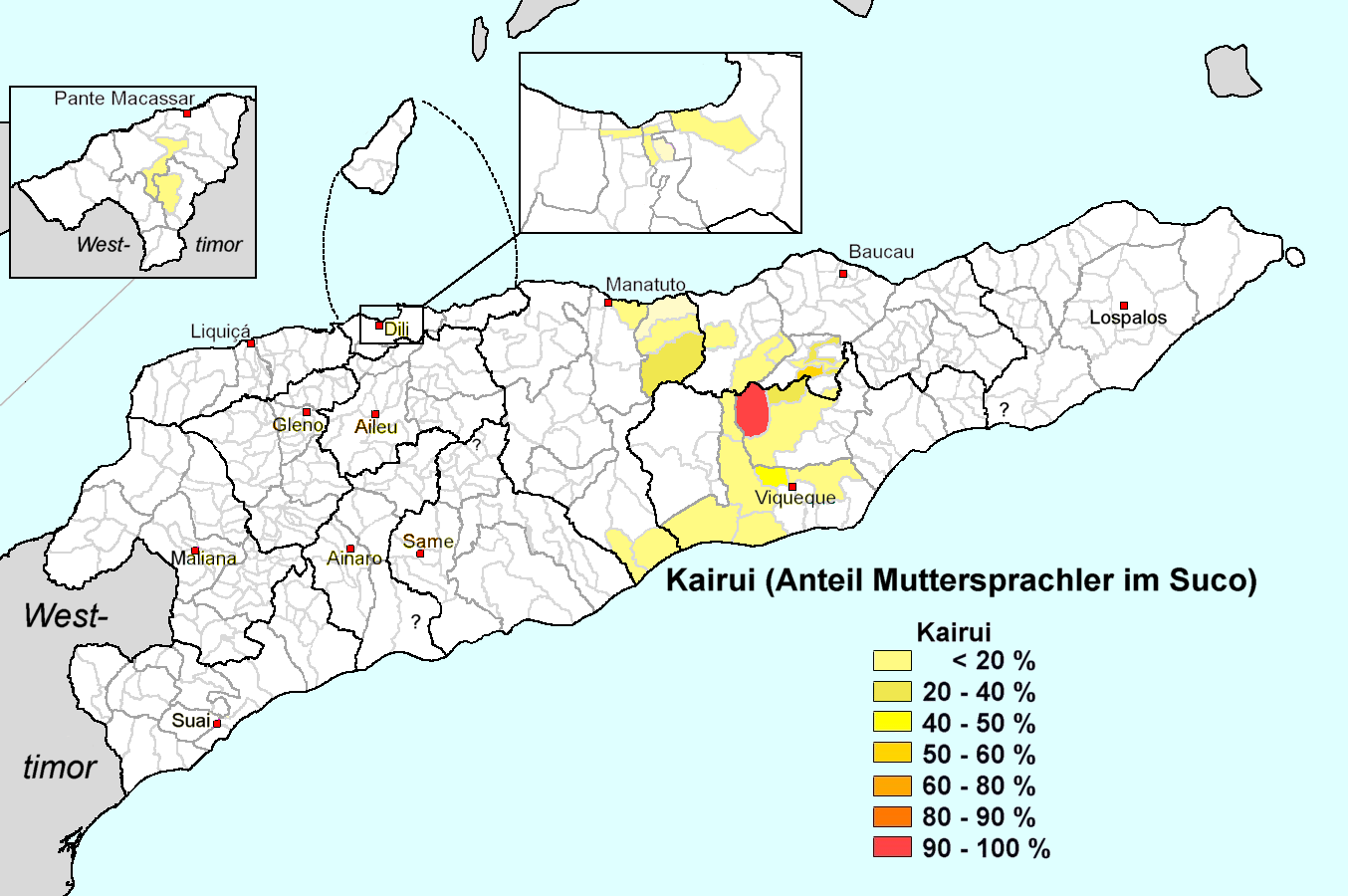
Anteil von Kairui-Muttersprachlern in den Sucos Osttimors (2010)

Die Kawaimina-Sprachen gehören zum Timorzweig der zentral-malayo-polynesischen Sprachen. Aufgrund ihrer Nachbarschaft zu den Papuasprachen, speziell zu Makasae, gibt es einige Anleihen. Die Sprachen fallen sowohl durch anarchische, als auch durch ungewöhnliche sprachliche Neuerungen, wie zum Beispiel Vokalharmonie, Aspiration und Post-Glottalization bei Konsonanten in ihrem Tonsystem. Die Grammatik ist im Allgemeinen in ihrer Struktur sehr einfach, wobei es auch hier beim Naueti Ausnahmen gibt.
Kairui spricht man im Grenzgebiet zwischen den Gemeinden Baucau und Viqueque (in den Sucos Builale und Liaruca) gesprochen. In einigen Gebieten werden Midiki und Kairui abwechselnd gesprochen. Bei Zählungen ist eine Unterscheidung zwischen Muttersprachlern von Kairui und Midiki schwierig, da sie sich teilweise selbst als Waimaha-Sprecher bezeichnen. Bei der Volkszählung 2015 gaben insgesamt 3.946 Osttimoresen Kairui als ihre Muttersprache an. Die Sprecher verteilten sich auf die Gemeinden Baucau (502 Sprecher), Dili (291), Manatuto (263) und Viqueque (2.848).
Ethnologue fasst Midiki und Kairui als eine Sprache zusammen.

## Sprachbeispiele
| Die Zahlen in Kairui |        |
| Zahl                 | Kairui |
| 1                    | se     |
| 2                    | kirua  |
| 3                    | kitele |
| 4                    | kihoo  |
| 5                    | kiliim |
| 6                    | kinee  |
| 7                    | kihiti |
| 8                    | kikoho |
| 9                    | kisia  |
| 10                   | bosé   |